# Božidar Debenjak
Božidar Debenjak, slovenski filozof, marksist, biolog, univerzitetni profesor in prevajalec, * 7. maj 1935, Ljubljana.

## Življenje in delofilozofijo zgodovine,
Je sin Rika Debenjaka, akademskega slikarja in grafika. Diplomiral je 1957 na biološkem oddelku ljubljanske Prirodoslovno-matematično-filozofske fakultete, 1959–61 se je izpopolnjeval na Inštitutu za sociologijo in filozofijo v Ljubljani, se 1961 zaposlil na Filozofski fakulteti ter postal 1962 predavatelj za teorijo stvarnosti na oddelku za filozofijo Filozofske fakultete v Ljubljani, kjer je 1970 tudi doktoriral iz pojma odtujitve v Engelsovi filozofiji. Istega leta je postal docent za marksologijo in zgodovino marksizma, 1975 izredni in 1981 redni profesor na Oddelku za filozofijo FF; večkrat je bil njegov predstojnik. Predaval je marksologijo in zgodovino marksizma, nemško klasično filozofijo (pri čemer ima zlasti zasluge za večji poudarek na študiju G. W. F. Hegla na Slovenskem) in po 1990 socialno filozofijo in filozofijo zgodovine ter vodil katedro (nazadnje imenovano) za filozofijo zgodovine, socialno filozofijo in teoretsko psihoanalizo. Bil je mentor pri več magisterijih in doktoratih znanosti; vseh enajst njegovih doktorandov se je uveljavilo, tudi v mednarodnem merilu, med njimi najbolj Slavoj Žižek. V letih 1976−85 je vodil tudi katedro na politični šoli Zveze komunistov Jugoslavije v Kumrovcu, predaval pa mdr. še na FSPN (1975−86) in po letu 2000 na Delavsko-punkerski univerzi Mirovnega inštituta v Ljubljani ter od 1975 sodeloval pri Marksističnem centru CK ZKS ter Inštitutu za marksistične študije (kasneje Filozofski inštitut) ZRC SAZU. Ves čas je deloval tudi javno in politično; 1963–67 je bil poslanec prosvetno-kulturnega zbora zvezne skupščine, v letih študentskih gibanj (1968–74) je sodeloval s študentskimi voditelji in kot član CK ZKS posredoval njim v prid. Od leta 1981/82 je bil predstojnik Marksističnega centra ljubljanske univerze in od 1983 tudi predsednik Univerzitetne konference oz. (od 1986) predsedstva Univerzitetnega komiteja ZKS v Ljubljani ter hkrati član predsedstva Mestnega komiteja ZKS in od 1986 idejne komisije CK ZKS; na nadomestnih volitvah je bil konec 80. let izvoljen tudi v Centralni komite ZKJ. Večkrat je predsedoval Slovenskemu filozofskemu društvu in bil podpredsednik Zveze filozofskih društev Jugoslavije, član uredništva beograjske revije Filosofija (od 1966), Problemov (do 1968), revije Anthropos (nekaj časa glavni urednik) ter Prostor in čas (1969–71). V zadnjem obdobju se udejstvuje v Slovesnkem protestantskem društvu Primož Trubar.
Debenjak je na Slovenskem uvedel marksistično marksologijo in začel v tem okviru predavati tudi o smereh neomarksizma in t. i. kritični teoriji družbe. S prevodi in terminološkimi študijami je prispeval k ustalitvi in bogatitvi slovenskega filozofskega jezika. Bil je predsednik redakcijskega odbora slovenske temeljne izdaje del Marxa in Engelsa, ki je pomenila prelom z ideološkim izdajanjem. Prevajal je tudi Hegla (mdr. Fenomenologijo duha z izčrpnim komentarjem, 1998), Lenina, Rozo Luxemburg, Adorna, Korscha, Lukácsa, Marcuseja (soprevajalec izbora tekstov Kritična teorija družbe, 1981) in Martina Luthra (Tukaj stojim: teološko politični spisi, 2002). Njegova celotna bibliografija obsega preko 300 naslovov, večinoma objav v revijah in zbornikih.
Prejel je nagrado Kidričevega sklada (1976), zlato plaketo Univerze v Ljubljani (1987) ter po upokojitvi 2001 častni naziv zaslužni profesor. Poročen je bil s slovensko prevajalko Doris Debenjak (roj. Krisch oz. Kosec), glavno avtorico največjega slovensko-nemškega ter nemško slovenskega slovarja, ki ga je spisala skupaj z možem in sinom Primožem. Tudi monumentalno prevajanje Valvasorjeve Slave vojvodine Kranjske je bil zastavljeno in izpeljano kot veliki projekt družine Debenjak, za kar so vsi trije prejeli odlikovanje Republike Slovenije - Red za zasluge.

## Izbrana bibliografija
- K. Marx, Kritika politične ekonomije (COBISS) (prevajalec)
- K. Marx, F. Engels Temeljna izdaja (COBISS) (urednik)
- K. Marx, F. Engels Izbrana dela: v petih zvezkih (COBISS) (prevajalec)
- Preporod marksizma po drugi svetovni vojni (COBISS)
- Pota razvoja (Ljubljana, 1961)
- Friedrich Engels – zgodovina in odtujitev (Maribor, 1970)
- V alternativi: marksistične študije (Ljubljana, 1974)
- Meščanski kozmos in revolucionarna teorija: aspekti "kritične teorije družbe" (Ljubljana, 1977)
- Vstop v marksistično filozofijo (Ljubljana, 1977; 1988, 3. izdaja)
- Kritična teorija družbe: izbor tekstov (soavtor prevoda, 1981)
- Karl Marx: Spisi o antični filozofiji (1989)
- Veliki nemško-slovenski slovar (COBISS) (soavtor) (Ljubljana, 1992)
- Veliki slovensko-nemški slovar (COBISS) (soavtor) (Ljubljana, 1993)
- Georg Wilhelm Friedrich Hegel – Fenomenologija duha (COBISS) (prevajalec, urednik) (Begunje, 1998)
- Georg Wilhelm Friedrich Hegel – Um v zgodovini (COBISS) (prevajalec) (Begunje, 1999)
- Martin Luther - Tukaj stojim : teološko politični spisi (COBISS) (prevajalec, urednik) (Ljubljana, 2002)
- Janez Vajkard Valvasor – Slava vojvodine Kranjske : integralni prevod (COBISS) (prevajalec) (Ljubljana, 2009–2012)
- Janez Vajkard Valvasor – Popolna topografija stare in sodobne nadvojvodine Koroške (prevajalec) (Ljubljana, 2014–2023?)